# Ronald Rauhe
Ronald Rauhe, född den 3 oktober 1981 i Berlin, Tyskland, är en tysk kanotist.
Han tog OS-brons i K-2 500 meter i samband med de olympiska kanottävlingarna 2000 i Sydney.
Han tog OS-guld i K-2 500 meter i samband med de olympiska kanottävlingarna 2004 i Aten.
Han tog därefter OS-silver på samma distans i samband med de olympiska kanottävlingarna 2008 i Peking.
Vid de olympiska kanottävlingarna 2016 i Rio de Janeiro avslutade Rauhe sin karriär med en delad bronsmedalj efter att slutat på exakt samma tid som spanjoren Saúl Craviotto i K-1 200 meter. Vid olympiska sommarspelen 2020 i Tokyo tog Rauhe guld i K-4 500 meter.